# Rügenjolle

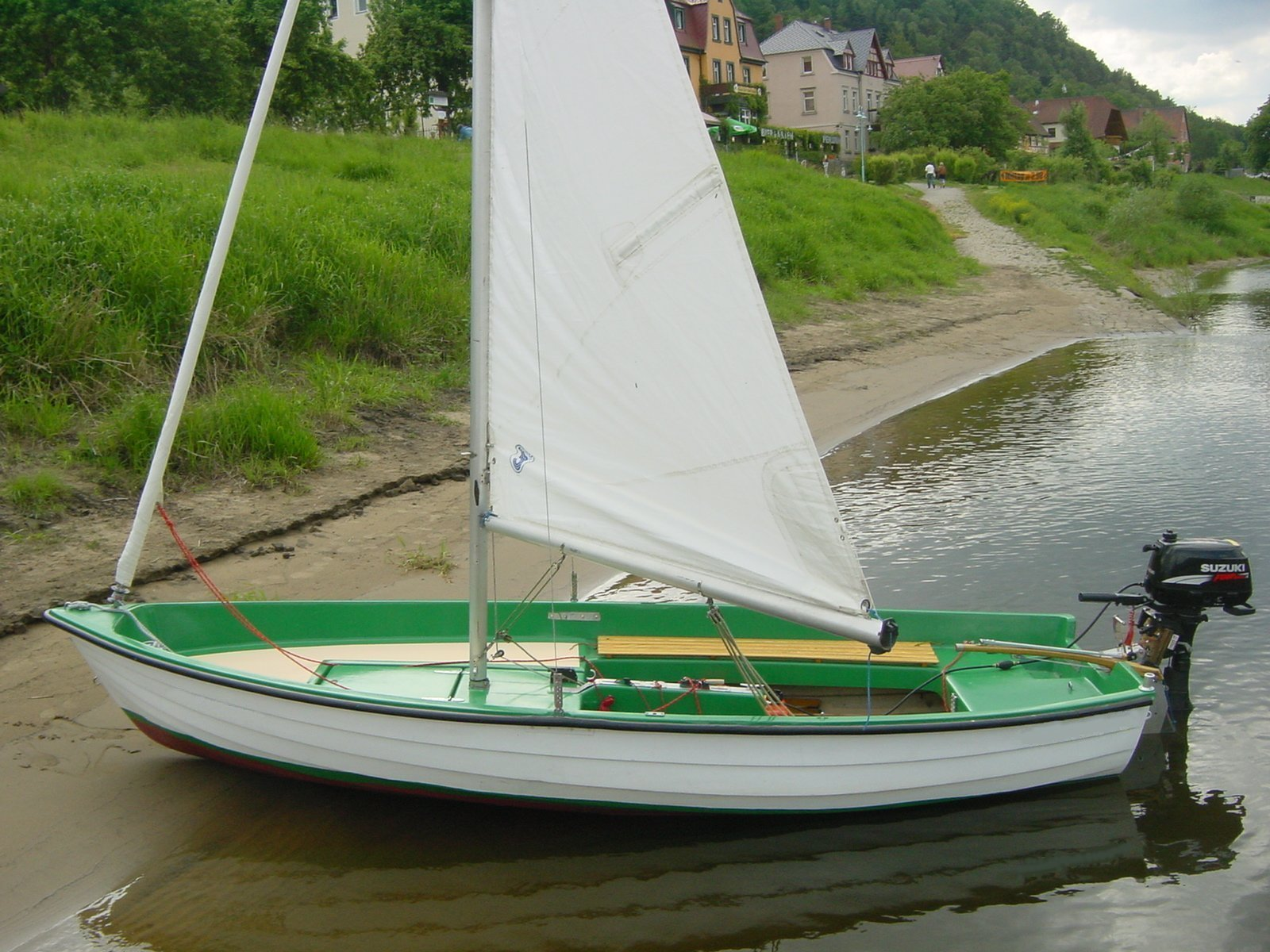
Rügenjolle

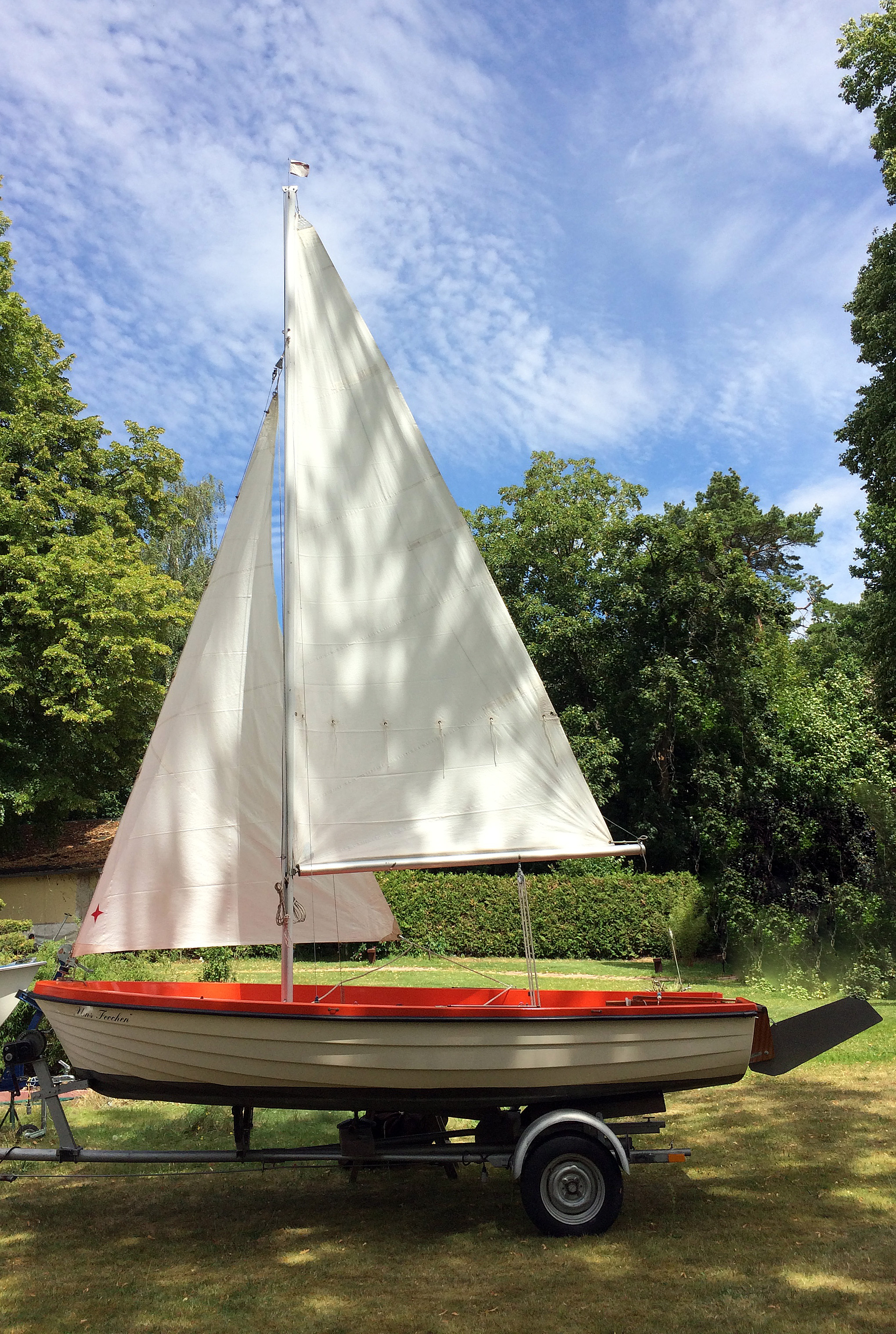
Ein stabiles Boot zum Segeln, Rudern und Motorboot fahren. Hier mit GENUA als Vorsegel und Großsegel, auf dem Trailer.

Rügenjolle war der Name einer kleinen offenen Jolle mit einem Schwert und einem Groß- und Focksegel. Sie ist auch zum Rudern geeignet oder kann mit einem Außenborder angetrieben werden.
Der Rumpf ist aus Kunststoff (GFK) und in seiner Formgebung einem geklinkerten Holzboot nachempfunden. Die Rügenjolle wurde in der DDR in Lauterbach auf Rügen in zwei Größenvarianten gebaut.
Das Boot wird als sogenanntes „Kombiboot Rügen“ von der Werft „Wieker Boote GmbH“ auf Rügen immer noch gefertigt.  Von der gleichen Werft wird seit Beginn des Jahrtausends auch ein Segelboot mit dem Namen „Kajüt-Rügenjolle“ gebaut, dies ist aber ein völlig anderer Bootstyp.

## Regatta und Wettfahrten
Es gibt keine offizielle Yardstickzahl für die Rügenjolle, aber es gibt Erfahrungswerte, die etwa bei 125 liegen. Die Rügenjolle „spezial“ wird beim DSV mit 120 gelistet.